# Listă de hormoni umani
Aceasta este o listă de hormoni izolați din Homo sapiens. Lista este împărțită în patru secțiuni, după structura chimică a acestora: derivați din aminoacizi, peptidici, steroizi și eicosanoizi.

## Hormoni derivați din aminoacizi
Hormonii derivați din aminoacizi sunt molecule relativ mici provenite din aminoacizii tirozină și triptofan. Tirozina este precursorul a două grupe de hormoni: hormonii tiroidieni, produși în tiroidă și catecolaminele (epinefrina și norepinefrina), produse în medulosuprarenale. Triptofanul este precursorul melatoninei, secretată de epifiză și al serotoninei, care este destul de răspândită în organism. Unii dintre acești hormoni au un timp de înjumătățire circulant de câteva zile (hormonii tiroidieni), în timp ce unii sunt degradați rapid (catecolaminele).
| Epinefrină (Adrenalină)          |      | Tirozină  | Celulele cromafine ale medulosuprarenalei                                      |
| Dopamină                         | DA   | Tirozină  | Celulele cromafine ale medulosuprarenalei                                      |
| Histamină                        |      | Histidină | Toate țesuturile, dar abundent în piele, plămân și tractul gastrointestinal    |
| Melatonină                       |      | Triptofan | Epifiză Organe extrapineale: retină, cristalin, măduvă osoasă, intestin, piele |
| Norepinefrină (Noradrenalină)    |      | Tirozină  | Celulele cromafine ale medulosuprarenalei                                      |
| Serotonină (5-Hidroxitriptamină) | 5-HT | Triptofan | Neuroni enterici, trombocite, celule enterocromafine intestinale               |
| Tiroxină (Tetraiodotironină)     | T4   | Tirozină  | Tiroidă                                                                        |
| Triiodotironină                  | T3   | Tirozină  | Tiroidă                                                                        |

## Hormoni polipeptidici, proteici și glicoproteici
Structura hormonilor peptidici este cea a unui lanț polipeptidic (lanț de aminoacizi). Aceștia variază considerabil ca mărime și modificări posttranslaționale, de la peptide scurte cu trei aminoacizi până la glicoproteine mari, multisubunitare. Mulți hormoni peptidici sunt sintetizați ca prohormoni, apoi scindați proteolitic pentru a genera forma lor matură. În alte cazuri, hormonul este inițial încorporat în secvența unui precursor mai mare, apoi eliberat prin clivaje proteolitice multiple.
| Tiroliberină                                            | TRH     | 3         | Nucleul paraventricular al hipotalamusului |
| Leu-enkefalină                                          | Leu-ENK | 5         | Sistemul nervos central Medulosuprarenală |
| Met-enkefalină                                          | Met-ENK | 5         | Sistemul nervos central Medulosuprarenală |
| Angiotensină II                                         |         | 8         | Rinichi |
| Oxitocină                                               | OXT     | 9         | Nucleii paraventricular și supraoptic ai hipotalamusului |
| Vasopresină                                             | ADH     | 9         | Nucleii paraventricular și supraoptic ai hipotalamusului |
| Luliberină                                              | GnRH    | 10        | Aria preoptică a hipotalamusului |
| Somatostatină                                           | GHIH    | 14        | Nucleul paraventricular al hipotalamusului Celulele δ din insulele pancreatice și mucoasa gastrointestinală Celulele parafoliculare din tiroidă |
| Guanilină                                               |         | 15        | Celule enterocromafine intestinale |
| Uroguanilină                                            |         | 16        | Celule enterocromafine intestinale |
| Gastrină                                                |         | 17        | Celulele G antroduodenale |
| Endoteline                                              |         | 21        | Celule endoteliale |
| Motilină                                                |         | 22        | Celulele M din mucoasa duodenală |
| Hepcidină                                               |         | 25        | Hepatocite |
| Melanotropine                                           | MSH     | 27        | Lobul intermediar al hipofizei |
| Secretină                                               |         | 27        | Celulele S din intestinul subțire Creier |
| Peptid natriuretic atrial                               | ANP     | 28        | Miocitele atriilor |
| Grelină                                                 |         | 28        | Mucoasa fundului stomacului În cantități mici: intestin subțire, hipofiză, hipotalamus, pancreas, plămân, celule imune, placentă, ovar, testicul, rinichi |
| Peptid vasoactiv intestinal                             | VIP     | 28        | |
| Glucagon                                                |         | 29        | Celulele α din insulele pancreatice |
| Relaxină                                                |         | 29        | Corpul galben, caducă, placentă |
| Galanină                                                |         | 30        | În SNC: coarnele posterioare ale măduvei spinării, bulb rahidian, locus coeruleus, mezencefal, eminență mediană, hipotalamus În SNP: inervațiile terminale ale tracturilor gastrointestinal, respirator și urogenital, ale pancreasului și ale medulosuprarenalei |
| Peptide asemănătoare glucagonului                       | GLP     | Variabil  | Neuronii nucleului solitar din bulbul rahidian Celulele enteroendocrine L din jejunul distal și ileon |
| β-Endorfină                                             | β-END   | 31        | Lobii anterior și intermediar ai hipofizei |
| Calcitonină                                             |         | 32        | Celulele parafoliculare din tiroidă |
| Peptid natriuretic cerebral                             | BNP     | 32        | Miocitele ventriculelor |
| Colecistokinină                                         | CCK     | 33        | Duoden Jejun |
| Orexină (Hipocretină)                                   | ORX     | 33 sau 28 | Hipotalamusul lateral |
| Parathormon                                             | PTH     | 34        | Paratiroide |
| Polipeptid pancreatic                                   | PP      | 36        | Pancreasul endocrin În cantități mici: pancreasul exocrin, colon, rect |
| Amilină                                                 | IAPP    | 37        | Celulele β din insulele pancreatice |
| Corticotropină                                          | ACTH    | 39        | Lobul anterior al hipofizei |
| Corticoliberină                                         | CRH     | 41        | Nucleul paraventricular al hipotalamusului Placentă |
| Peptid inhibitor gastric                                | GIP     | 43        | Stomac Celulele K din duoden și jejun |
| Somatocrinină                                           | GHRH    | 44        | Nucleul arcuat al hipotalamusului |
| Renină                                                  |         | 46        | Aparatul juxtaglomerular |
| Osteocalcină                                            |         | 49        | Osteoblaste, odontoblaste |
| Insulină                                                |         | 51        | Celulele β din insulele pancreatice |
| Factor de creștere epidermal                            | EGF     | 53        | |
| Factori de creștere asemănători insulinei               | IGF     | Variabil  | |
| Parotină                                                |         | 84        | Glandă parotidă |
| Interleukine                                            | IL      | Variabil  | |
| Rezistină                                               |         | 108       | Macrofage |
| Leptină                                                 |         | 167       | Țesutul adipos alb și maro, stomac, placentă, glandă mamară, foliculi ovarieni Unele organe fetale: inimă, os sau cartilaj, creier |
| Lactogen placentar uman (Somatotropină corionică umană) | hPL     | 191       | Sincițiotrofoblast |
| Somatotropină                                           | GH      | 191       | Lobul anterior al hipofizei |
| Eritropoietină                                          | EPO     | 192       | Rinichi |
| Prolactină                                              | PRL     | 198       | Lobul anterior al hipofizei |
| Tirotropină                                             | TSH     | 209       | Lobul anterior al hipofizei |
| Lutropină                                               | LH      | 215       | Lobul anterior al hipofizei |
| Gonadotropină corionică umană                           | hCG     | 231       | Înainte de placentare: trofoblast După placentare: sincițiotrofoblast |
| Hormon foliculostimulant                                | FSH     | 236       | Lobul anterior al hipofizei |
| Adiponectină                                            |         | 247       | Adipocite mature |
| Trombopoietină                                          | THPO    | 353       | Ficat |
| Hormon anti-müllerian                                   | AMH     | 560       | Celulele Sertoli din testicul |

## Hormoni steroizi
Majoritatea hormonilor lipidici sunt derivați din colesterol și, prin urmare, sunt similari structural cu acesta. Clasa principală de hormoni lipidici la om este cea a hormonilor steroizi. Chimic, acești hormoni sunt de obicei cetone sau alcooli. Hormonii steroizi sunt insolubili în apă și sunt transportați de proteine carrier în sânge. Astfel, steroizii rămân în circulație mai mult timp decât hormonii peptidici.
| Androgeni          | Androstendion                          | A4   | ♂️ Celulele Leydig din testicul, zona reticulată a corticosuprarenalei ♀️ Zona reticulată a corticosuprarenalei, celulele tecale din ovar           |
| Androgeni          | Dehidroepiandrosteron (Androstenolonă) | DHEA | ♂️ Zona reticulată a corticosuprarenalei, celulele Leydig din testicul ♀️ Zona reticulată a corticosuprarenalei, celulele tecale din ovar           |
| Androgeni          | Dihidrotestosteron                     | DHT  | Sintetizat din testosteron în foliculii piloși și organele genitale externe                                                                         |
| Androgeni          | Testosteron                            |      | ♂️ Celulele Leydig din testicul, zona reticulată a corticosuprarenalei ♀️ Zona reticulată a corticosuprarenalei, celulele tecale din ovar, placentă |
| Estrogeni          | Estradiol                              | E2   | În premenopauză: ovar În postmenopauză: sân, creier, mușchi, os, țesut adipos                                                                       |
| Estrogeni          | Estriol                                | E3   | În premenopauză: ovar În postmenopauză: sân, creier, mușchi, os, țesut adipos                                                                       |
| Estrogeni          | Estronă                                | E1   | În premenopauză: ovar În postmenopauză: sân, creier, mușchi, os, țesut adipos                                                                       |
| Glucocorticoizi    | Cortizol                               |      | Zonele fasciculată și reticulată ale corticosuprarenalei                                                                                            |
| Glucocorticoizi    | Cortizon                               |      | Zonele fasciculată și reticulată ale corticosuprarenalei                                                                                            |
| Mineralocorticoizi | Aldosteron                             |      | Zona glomerulară a corticosuprarenalei |
| Progestogeni       | Progesteron                            | P4   | Corpul galben Placentă |
| Secosteroizi       | Calcifediol (Calcidiol)                |      | Sintetizat din colecalciferol în ficat |
| Secosteroizi       | Calcitriol                             |      | Sintetizat din calcifediol în rinichi |

## Hormoni eicosanoizi
Eicosanoizii sunt un grup mare de molecule derivate din acizi grași polinesaturați. Principalele grupe de hormoni din această clasă sunt prostaglandinele, prostaciclinele, leucotrienele și tromboxanii. Acidul arahidonic este cel mai abundent precursor al acestor hormoni. Eicosanoizii sunt inactivați rapid prin metabolizarea lor și sunt de obicei activi doar câteva secunde.
| Leucotriene    | LT   |
| Prostaciclină  | PGI2 |
| Prostaglandine | PG   |
| Tromboxani     | TX   |